# Хенджор, Хени
Хени Салех Хасан Хенджор (араб. هاني صالح حسن حنجور‎; 30 августа 1972 — 11 сентября 2001) — террорист-пилот, один из угонщиков рейса 77 компании American Airlines. Управляемый им самолёт врезался в Пентагон. Атака была частью терактов 11 сентября. Лидер пятерых угонщиков, захвативших самолёт Boeing 757-223 рейса American Airlines 77. Пилотировал захваченный лайнер, осуществил таран здания Пентагона.

## Биография
Хенджор, четвёртый из семи детей бизнесмена, родился в Эт-Таифе, Саудовская Аравия. В юности Хенджор хотел бросить учёбу и стать стюардом на самолёте, но его брат Абдулрахман, обескураженный таким решением, смог уговорить брата сосредоточиться на учёбе. Среди своих братьев и сестёр, Хенджор был самым религиозным, регулярно молился и ходил в мечеть.
По словам старшего брата, в конце 1980-х Хенджор отправился в Афганистан, чтобы участвовать в войне против СССР. Но к тому времени Советский Союз уже выводил свои войска из страны, поэтому Хени пришлось работать на агентство по оказанию помощи.
В 1991 году Хенджор впервые приехал в США для изучения английского языка в Аризонском университете. Старший брат Хенджора, Абдулрахман, помог брату поступить на эти 8-недельные курсы и найти комнату в Тусоне, Аризона, возле Исламского центра. Курсы английского языка начались 3 октября 1991 года и продолжались до начала февраля 1992 года.
В течение следующих пяти лет Хенджор оставался в Саудовской Аравии, помогая семье по хозяйству. Его семья часто напоминала ему, что пришло время вступить в брак и создать семью, но сам Хенджор настаивал, что он хотел бы сначала осесть где-нибудь. В то время Хени хотел устроиться в «Авиалинии Саудовской Аравии», но ему было отказано из-за плохих оценок. Авиакомпания согласилась рассмотреть его кандидатуру, если Хенджор получит лицензию коммерческого пилота в Соединённых Штатах.
В апреле 1996 года Хенджор вернулся в США, где месяц он пробыл со своими друзьями, Сьюзан и Энденом Халил, в Мирамаре, Флорида. После он отправился в Окленд, Калифорния, для дальнейшего изучения английского языка. Хенджор был зачислен в академию аэронавтики Сьерра, но до начала лётной подготовки академия организовала интенсивные курсы английского языка в университете Холи-Неймс. Лётная школа также устроила Хенджора в семью, к которой он переехал 20 мая 1996 года. Хенджор завершил курсы английского языка в августе 1996 года, а в сентябре он приступил к учёбе, но вскоре был вынужден покинуть университет по причине финансовых затруднений. В сентябре того же года Хенджор заплатил $4800 за уроки в лётной школе, однако из-за низких оценок Хенджор бросил школу и вернулся в Саудовскую Аравию в ноябре 1996 года.

Хени Хенджор (Фото ФБР)

Хенджор вернулся в США 16 ноября 1997 года, так как был зачислен на дополнительные курсы английского языка во Флориде. Позже он поехал в Финикс, где делил квартиру с Бандаром эль-Хазми. В декабре он продолжил обучение в авиационной школе Аризоны. Хенджор оставался в штате Аризона на протяжении 1998 года и частично в 1999 году. В феврале 1999 года он поехал в Лас-Вегас, Невада. В дополнение к авиационной школе в Аризоне, его зачислили в лётную школу Сойер, в класс с авиационным тренажёром.
Информатор ФБР Аукей Коллинз утверждает, что он рассказывал бюро о деятельности Хенджора в течение 1998 года и предупреждал, что всё больше мусульман обучаются в лётных школах. ФБР признаёт, что заплатило Коллинзу за слежку за исламскими и арабскими общинами, но отрицает об осведомлённости о деятельности Хенджора.
В 1999 году Хенджор получил сертификат пилота от Федерального управления гражданской авиации США. После он отправился на родину, в Саудовскую Аравию, чтобы устроиться пилотом, но получил отказ от школы гражданской авиации в Джидде. Его брат, Ясир, рассказывал, что разочарованный Хенджор «обратил своё внимание к религиозным текстам и кассетам с обращениями воинствующих исламских проповедников». В конце 1999 года Хени сказал своей семье о намерении отправиться в Объединённые Арабские Эмираты, чтобы найти там работу. Тем не менее, вполне вероятно, что Хенджор отправился в тренировочный лагерь Аль-Каиды в Афганистане.
В сентябре 2000 года Хенджор послал $110 в университет Холи-Неймс в Окленде для продолжения изучения английского языка и литературы. 5 декабря 2000 года он открыл счёт в банке Citibank в Дейре, Дубай.

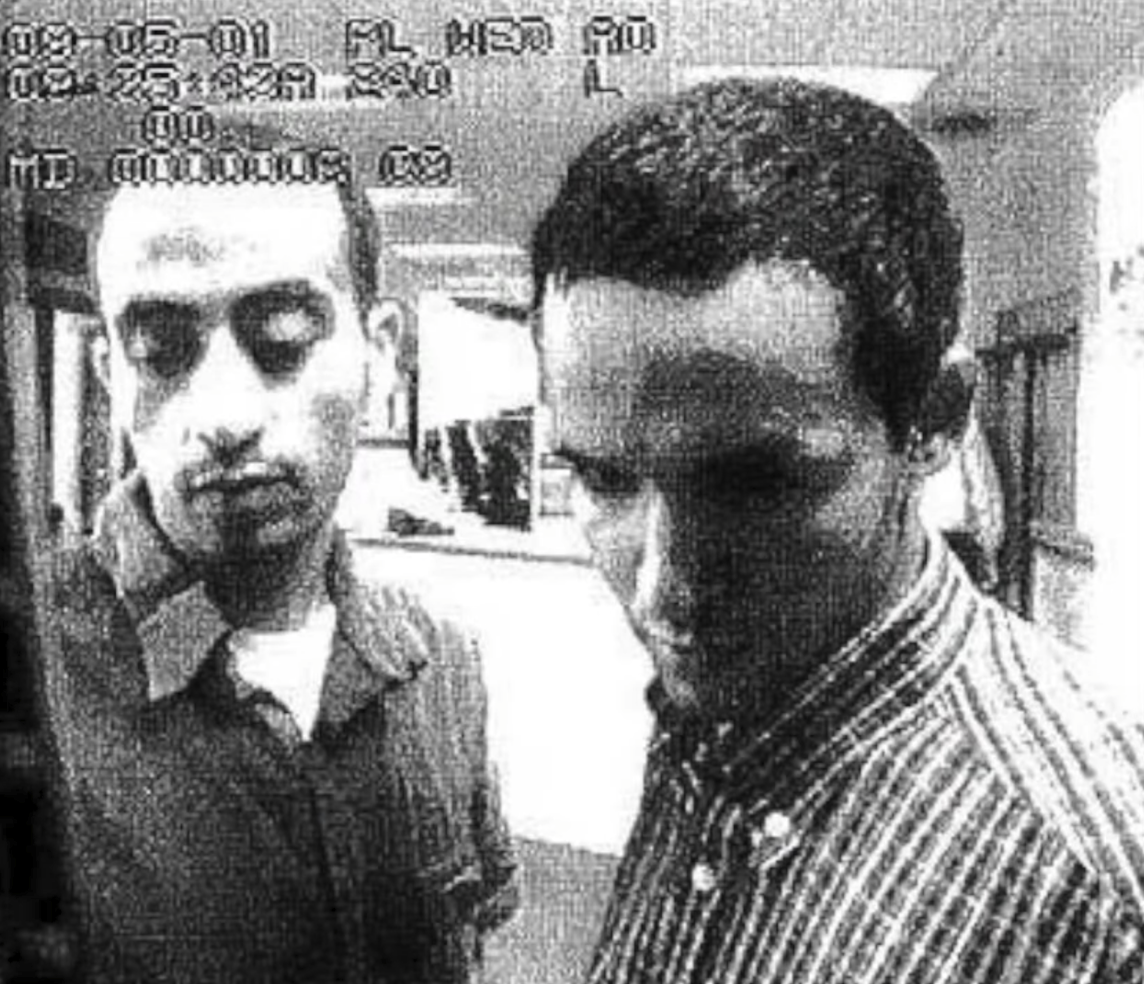
5 сентября 2001 года камера банкомата сняла Хени Хенджора (слева) и Маджеда Мокида (справа)

### Теракты
11 сентября 2001 года Хенджор прибыл в аэропорт в 7:35 утра. В отчёте комиссии 9/11 значится, что имел место 1B в первом классе. Вылет самолёта был запланирован на 8:10, но задержан на 10 минут. Последний раз пилоты рейса вышли на связь в 08:50:51. В 08:54 рейс 77 начинает отклоняться от первоначального маршрута и поворачивает на юг, а затем угонщики включают автопилот и направляют воздушное судно на Вашингтон. Пассажирка Барбара Олсон позвонила своему мужу и сообщила, что самолёт угнан и что у нападавших были ножи. В 8 км к юго-востоку от Пентагона рейс 77 сделал поворот в 330 градусов. Далее самолёт опустился на высоту 670 метров. Хенджор увеличил скорость, и Боинг нырнул к Пентагону. В 09:37:46 Боинг 757 врезался в западный фасад здания Пентагона.